# Nothoceros canaliculatus
Nothoceros canaliculatus är en bladmossart som först beskrevs av Pagán, och fick sitt nu gällande namn av J.C.Villarreal, Hässel et N.Salazar. Nothoceros canaliculatus ingår i släktet Nothoceros och familjen Dendrocerotaceae. Inga underarter finns listade i Catalogue of Life.